# Crystal Sky (album)
Crystal Sky este al patrulea album de studio al cântăreței germane Lena Meyer-Landrut.Albumul a fost lansat pe 15 mai 2015.

## Background
Lena a început să lucreze la album la începutului lui 2014.În luna ianuarie ea a călătorit în New York City pentru a avea discuții cu producătorul Bosko În mai 2014 a vizitat studioul Yoad Nevo din Londra,iar în iunie 2014 a lucrat cu cântărețul australian Kate Vinter în Berlin.În Los Angeles,Lena a lucrat cu cântărețul  Rosi Golan.În Brighton,aceasta a lucrat cu echipa de producție Biffco.
Lena a anunțat oficial albumul pe 7 august 2014 pe paginile ei de Facebook și Twitter.Albumul a fost lansat de către casa de discuri Universal pe 15 mai 2015.

## Lista cântecelor
| Nr. | Titlu                                       | Lungime |  |
| 1.  | „The Girl”                                  | 4:09    |  |
| 2.  | „Keep On Living”                            | 3:21    |  |
| 3.  | „Traffic Lights”                            | 2:48    |  |
| 4.  | „All Kinds Of Crazy”                        | 3:40    |  |
| 5.  | „Beat To My Melody”                         | 3:36    |  |
| 6.  | „Sleep Now”                                 | 3:47    |  |
| 7.  | „Lifeline”                                  | 3:06    |  |
| 8.  | „4 Sleeps”                                  | 4:06    |  |
| 9.  | „We Roam”                                   | 3:47    |  |
| 10. | „Crystal Sky”                               | 3:28    |  |
| 11. | „Invisible”                                 | 3:31    |  |
| 12. | „Catapult (feat. Kat Vinter & Little Simz)” | 5:09    |  |
| 13. | „In The Light”                              | 3:18    |  |
| 14. | „Home”                                      | 3:42    |  |

## Topuri
| Top (2015)                         | Poziția de vârf |
| ---------------------------------- | --------------- |
| Austrian Albums (Ö3 Austria)       | 25              |
| German Albums (Media Control)      | 2               |
| Swiss Albums (Schweizer Hitparade) | 40              |

## Istoricul lansării
| Regiune  | Dată        | Format                  | Casă de discuri |
| -------- | ----------- | ----------------------- | --------------- |
| Germania | 15 mai 2015 | CD, descărcare digitală | Universal Music |